# Frans van der Beek (journalist)

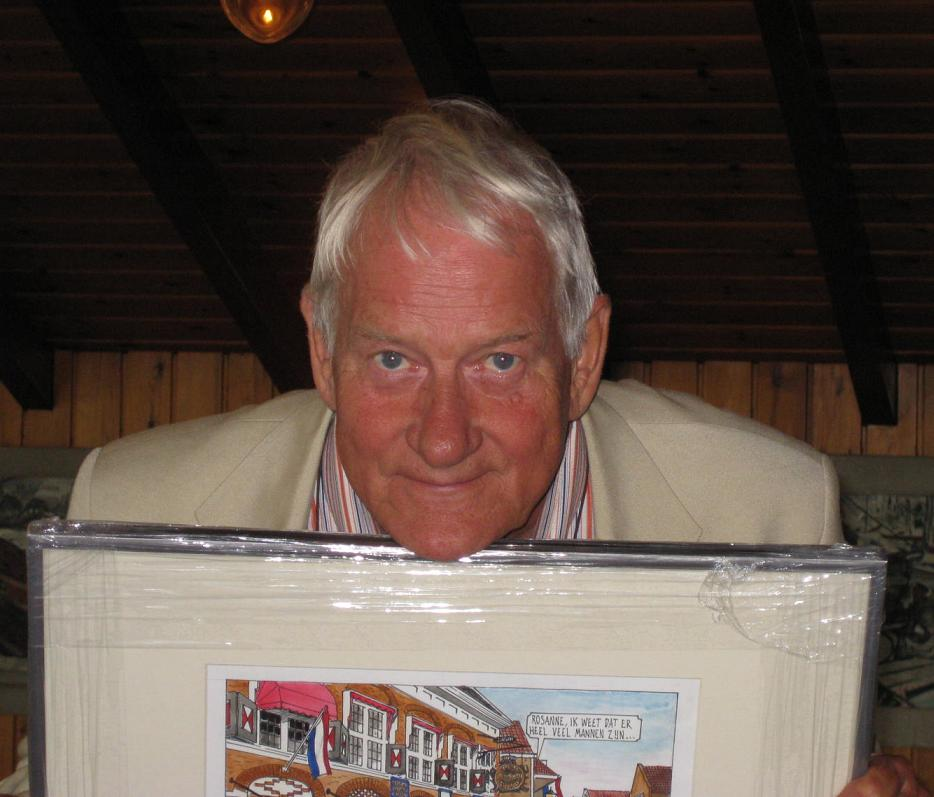
Frans van der Beek bij de presentatie van het "Volendam Song- en Stripboek" dat hij samen met Charles van den Broek maakte.

Frans van der Beek (Leeuwarden, 3 februari 1947) is een Nederlandse journalist en conceptbedenker.
Van der Beek begon na zijn schoolopleiding en militaire dienst als verslaggever bij het regionale dagblad De Gooi- en Eemlander in Hilversum op de streek- en de kunstredactie. Bij Radio Veronica presenteerde hij in die tijd de 'Frans van der Beek Show' en was hij eindredacteur van het Veronicablad.
In 1975 werd bij persvoorlichter en programmamaker bij de Veronica Omroep Organisatie. In 1978 ging van der Beek voor twee jaar naar VNU, waarna hij als freelance-journalist voor diverse media en reclamebureaus ging schrijven. In 1983 begon hij zijn eigen uitgeverij en het tijdschrift Schrijven. 
Inmiddels schreef hij 22 boeken over uiteenlopende onderwerpen. In 1973 schreef hij samen met Telegraaf-journalist Berry Zand Scholten het boekje Veronica, speelbal der golven. Ook schreef hij in 1987 het boek Ronnie Brunswijk; dagboek van een verzetsstrijder.
In 1996 organiseerde hij zijn eerste thema-expositie Koe & Kunst in de Beurs van Berlage te Amsterdam, gevolgd door 'Lang Leve de Koningin' en 'Het Jezus Mysterie'. Van deze exposities bracht hij fraaie kunstboeken uit, zoals het boek '1001 Reasons to Love the Earth'. Deze expositie in de Industriële en Groote Club in Amsterdam in 2002 was de introductie van de Dag van de Aarde oftewel Earth Day in Nederland.  
Sinds 2017 is van der Beek voorzitter van radiostation AmsterdamFM